# Åhedån
Åhedån (äldre namn Mellanån) är en liten skogså mellan Norrmjöleån och Sörmjöleån i södra Västerbotten, Umeå kommun. Den är cirka 20 km lång, med ett avrinningsområde om cirka 60 km². 
Ån uppstår där Västerbäcken och Österbäcken rinner samman vid Bäcknäset på Kasamarksslätten, cirka 2 mil väster om Umeå, mitt inne i byn Kasamark. Ån rinner därpå förbi byarna Bösta, Högskuru, Stugunäs och Åheden, innan den faller ut i Bottenviken i Mjölefjärden. Viktigare biflöden är Jenbäcken och Slössbäcken (båda från vänster), av vilka Slössbäcken är det mest betydande.
Ån dikades ut i Kasamark på 1950-talet, och då förstördes det dittills goda fisket. Det har funnits planer på att restaurera ån så att fiske och flöde blir som tidigare, men inte mycket är realiserat hittills (2025). 
När rastplatsen och bron vid E4:an byggdes om kring millennieskiftet, fick rastplatsen namn efter ån. De dittillsvarande trummorna under vägen revs bort till förmån för fiskarnas vandringsväg och minskad översvämningsrisk.
Karaktäristiskt för Åhedån är att den inte bildar några sjöar, utan bara mindre sel. I biflödet Slössbäckens dalgång påträffas avrinningsområdets enda sjöar: Hamptjärnen och Brunnsjön.  